# Fillmore!
Fillmore! é uma série de desenho animado estadunidense que foi produzida pela Walt Disney Television Animation. A série foi criada por Scott Gimple e exibida no Brasil pelo Jetix e em Portugal pelo Disney Channel, SIC e Disney Cinemagic.